# Florens Radewyns
Florens Radewyns, nizozemski mistik, * 1350, Leerdam, † 25. marec 1400, Deventer.
Bil je soustanovitelj Bratovščine običajnega življenja.